# Pertit

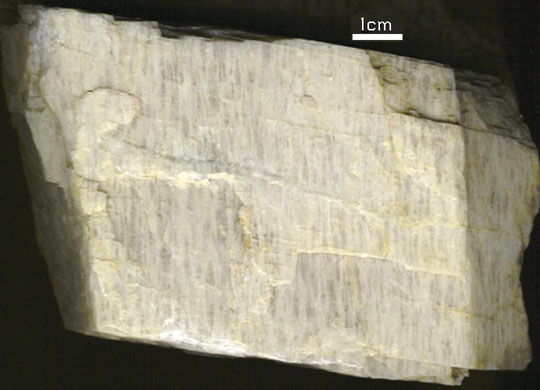
Pertitfältspat från Dan Patch pegmatit, Black Hills, South Dakota

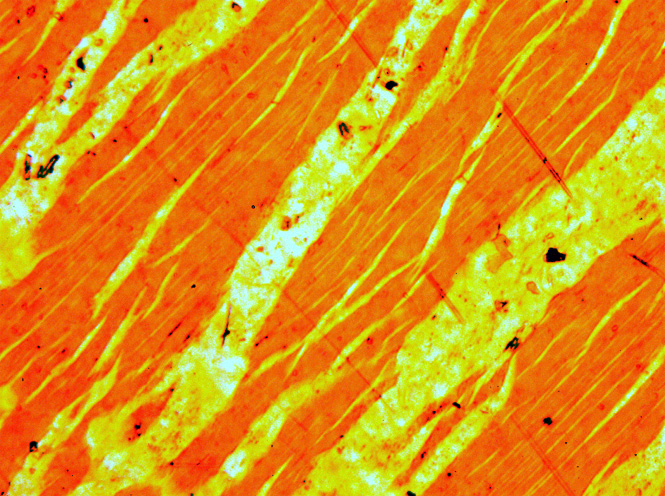
Pertit, bild tagen av en del av ett fältspatkorn i tunna avsnitt sett med ett petrografiskt mikroskop och en första ordningens röd platta. K-fältspatvärden (ortoklas) visas orange och utlösta albitlameller i gult. Bildbredden är 0,4 mm

Pertit används som benämning för att beskriva en sammanväxning av två fältspat, en värd av korn av kaliumrik alkalifältspat (sammansättning nära K-fältspat, KAlSi3O8), som innehåller utlösta lameller eller oregelbundna inläggningar av natriumalkalifältspat (sammansättning nära albit, NaAlSi3O8). Typisk värd är korn av ortoklas eller mikroklin och lamellerna är albit. Om natriumfältspat är den dominerande fasen, är resultatet en antipertit.
De sammanväxta formerna genom utlösning beror på kylning av ett korn av alkalifältspat med en sammansättning som ligger mellan K-fältspat och albit. Det är komplett fast lösning mellan albit och K-fältspat vid temperaturer nära 700 °C och tryck som de inom jordskorpan, men ett blandbarhetsgap föreligger vid lägre temperaturer. Om ett alkalifältspatkorn med en intermediär komposition svalnar tillräckligt långsamt, blir K-rika och mer Na-rika fältspatdomäner skilda från varandra. I närvaro av vatten, sker processen snabbt.
Vid megaskopisk utveckling, kan texturen bestå av distinkta rosa och vita lameller representerande utlöst vit albit (NaAlSi3O8) i rosa mikroklin K-fältspat. Inläggen i pertit har en stor mängd olika former. Om kylningen är tillräckligt låg, kan alkaliskt fältspat utlösas till att bilda separata korn med kompositioner av nära-ändenhet av albit och K-fältspat. Den största dokumenterade enkristall av pertit hittades i Hugo Mine, South Dakota, USA och mätte cirka 10,7 m x 4,6 m x 1,8 m. Pärlsorterna av kaliumfältspat, amazonit och månsten är varianter av färgade pertiter.